# Aaron Ashmore
Aaron Robert Ashmore (* 7. října 1979, Richmond, Britská Kolumbie, Kanada) je kanadský herec.

## Životopis
Má identické dvojče Shawna Ashmorea, také herce, se kterým několikrát hrál. Aaron hrál v několika televizních filmech, objevil se v seriálech Západní křídlo, Večerník. V několika epizodách hrál postavu Troye Vandegraffa v seriálu Veronica Mars. Od šesté série hraje postavu Jimmyho Olsena v seriálu Smallville, jeho postava je od sedmé série jednou z hlavních. V roce 2011 získal jednu z hlavních rolí, postavu Stevea Jinkse, v seriálu Skladiště 13.

## Filmografie
| Rok        | Název                                         | Role                          | Poznámky                                                   |
| ---------- | --------------------------------------------- | ----------------------------- | ---------------------------------------------------------- |
| 1991       | Manželské rošády                              | student                       |                                                            |
| 1993       | Gross Misconduct                              | mladý Byron Spencer           | TV film                                                    |
| 1993       | Bojíte se tmy?                                | Billy                         | díl: „Tha Tale of the Thirteen Floor“                      |
| 1996       | Směr jih                                      | teenager                      | díl: „Julie krvácí“                                        |
| 1998       | Animorphs                                     | Jake Double                   | díl: „The Capture: Part 2“                                 |
| 1999       | Crime in Connecticut: The Story of Alex Kelly | Luke Lawson                   | TV film                                                    |
| 1999       | Milostné dopisy                               | Bob Bartram                   | TV film                                                    |
| 1999       | Emily of New Moon                             | Harrison Bowles               | díl: „A Fall from Grace“                                   |
| 2000       | Když procitne zem                             | Charlie Fields                | TV film                                                    |
| 2000       | The Famous Jett Jackson                       | Robert                        | díl: „Something to Prove“                                  |
| 2000       | Bojíte se tmy?                                | Jake                          | díl: „The Tale of the Lunar Locusts“                       |
| 2000       | Brutální Nikita                               | Neil Hudson                   | díl: „Time to Be Heroes“                                   |
| 2000       | Twice in a Lifetime                           | Paul Harper                   | díl: „Grandma's Shoes“                                     |
| 2001       | Výpadek proudu                                | druhý syn                     | TV film                                                    |
| 2001       | Blue Murder                                   |                               | díl: „Baby Point“                                          |
| 2001       | Le porte-bonheur                              | Jean Phillipe                 | TV film                                                    |
| 2001       | Dvojí život mého muže                         | Chris Welsh                   | TV film                                                    |
| 2001       | Haven                                         | Myles Billingsley Jr.         | TV film                                                    |
| 2001       | Životní jistoty                               | Bobby Christianson            |                                                            |
| 2001       | Hlad po tanci                                 | Jason                         | TV film                                                    |
| 2001       | Treed Murray                                  | Dwayne                        |                                                            |
| 2001       | Torontské stíny                               |                               | 1 epizoda                                                  |
| 2002       | Lebky 2                                       | Matt 'Hutch' Hutchinson       |                                                            |
| 2002       | Kouzlo obyčejného života                      | Ted                           | TV film                                                    |
| 2002       | The Eleventh Hour                             | Trevor Gordon                 | díl: „Tree Hugger“                                         |
| 2002       | Rozsudek                                      | Whiff                         | TV film                                                    |
| 2002       | Vánoční návštěvník                            | John Boyajian                 | TV film                                                    |
| 2002-2005  | Večerník                                      | Taz Thomas                    | 2 epizody                                                  |
| 2003       | Akta Pentagon                                 | Randy Kehler                  | TV film                                                    |
| 2004       | Prom Queen: The Marc Hall Story               | Marc Hall                     | TV film                                                    |
| 2004       | My Brother's Keeper                           | Eric/Lou Woods                |                                                            |
| 2004       | Odvážná holka                                 | Tyler                         | TV film                                                    |
| 2004       | Safe                                          | Bobby                         | krátkometrážní film                                        |
| 2004       | A Separate Peace                              | Chad                          | TV film                                                    |
| 2004       | Medvídek Winnie                               | Randy Taylor                  | TV film                                                    |
| 2004-2006  | Veronica Mars                                 | Troy Vandegraff               | 5 dílů                                                     |
| 2005       | Západní křídlo                                | Trevor                        | 2 díly                                                     |
| 2005-2006  | Pohřešovaní                                   | Colin McNeil                  | vedlejší role (3. řada), 12 dílů                           |
| 2006-2011  | Smallville                                    | Jimmy Olsen                   | hlavní role, 53 dílů                                       |
| 2007       | Palo Alto, CA                                 | Alec                          |                                                            |
| 2007       | Tvář anděla                                   | Matt Currie                   |                                                            |
| 2008       | Vánoční chaloupka                             | Pat Kinkade                   |                                                            |
| 2009       | Smrtící parazit                               | Atom Galen                    |                                                            |
| 2009       | Deep Cove                                     | Mark                          |                                                            |
| 2010       | Privileged                                    | Blake Webber                  |                                                            |
| 2010       | Kriminálka New York                           | Cam Vandemann                 | díl: „Kotlík zlata“                                        |
| 2010       | The Bridge                                    | Ben                           | díl: „God Bless the Child“                                 |
| 2010       | Private Practice                              | Carl                          | díl: „Second Choices“                                      |
| 2010       | Old West                                      | Daniel                        | krátkometrážní film                                        |
| 2010       | The Shrine                                    | Marcus                        |                                                            |
| 2010       | Hranice nemožného                             | Matthew Rose                  | díl: „Jantar“                                              |
| 2010-2012  | Ochrana svědků                                | Scott Griffin                 | vedlejší role, 6 dílů                                      |
| 2011       | The Listener                                  | Peter Duquette                | díl: „Jericho“                                             |
| 2011       | Conception                                    | Eric                          |                                                            |
| 2011       | Agent bez minulosti                           | Dylan Masters                 | 4 dílů                                                     |
| 2011       | Fanboy Confessional                           | Vypravěč                      | 6 dílů                                                     |
| 2011       | Servitude                                     | Chase Vanhaver                |                                                            |
| 2011-2012  | Dívka odjinud                                 | Nate                          | vedlejší role, 5 dílů                                      |
| 2011-2013  | Skladiště 13                                  | Steve Jinks                   | vedlejší role (3. řada), hlavní role (4.–5. řada), 35 dílů |
| 2012       | Případy detektiva Murdocha                    | Jack London                   | díl: „Murdoch z Klondiku“                                  |
| 2014       | Arranged                                      | Jack H.                       |                                                            |
| 2014       | Najala jsem zabijáka                          | Ray                           |                                                            |
| 2015       | Regression                                    | detektiv George Nesbitt       |                                                            |
| 2015       | Swept Under                                   | Nick Hopewell                 | TV film                                                    |
| 2015       | Wish Upon a Christmas                         | Jesse                         | TV film                                                    |
| 2015–dosud | Killjoys: Vesmírní lovci                      | John Jaqobis / Johnny Jaqobis | hlavní role                                                |
| 2017       | Sedmilhářky                                   | číšník                        | díl 1                                                      |
| 2017       | Ransom                                        | Sydney Graves                 | díl: „The Artist“                                          |